# Roccaverano
Roccaverano (piemontiul: Rocavran) település Olaszországban, Piemont régióban, Asti megyében. Lakosainak száma 374 fő (2023. január 1.). Roccaverano Bubbio, Denice, Loazzolo, Mombaldone, Monastero Bormida, San Giorgio Scarampi, Serole, Spigno Monferrato, Vesime, Cessole, Olmo Gentile és Montechiaro d’Acqui községekkel határos.

## Népesség
A település lakossága az elmúlt években az alábbi módon változott:
| Lakosok száma | 397  | 396  | 374  |
|               | 2017 | 2018 | 2023 |